# Савельев, Владимир Борисович
Владимир Борисович Савельев (22 июня 1940, Юдино (ныне в составе г. Казани), Татарская АССР) — советский футболист, полузащитник, советский и российский тренер. Мастер спорта СССР (1965).

## Биография
Воспитанник футбольной школы «Локомотив» (Юдино/Казань), первый тренер — Геннадий Константинович Востоков. В соревнованиях мастеров начал выступать в 1960 году в команде «Прогресс» (Зеленодольск), затем играл за пермскую «Звезду». В 1962 году вернулся в Казань и провёл два сезона за клуб «Искра» (ныне «Рубин»). В 1963 году вызывался в сборную РСФСР, и участвовал в сборах в Куйбышеве, где был замечен тренерами местного клуба.
В 1964 году перешёл в куйбышевские «Крылья Советов», куда попал после призыва в армию через куйбышевский СКА. В первом сезоне выступал только за дубль, а в следующем сезоне стал твёрдым игроком основного состава. Дебютный матч в чемпионате СССР сыграл 21 апреля 1965 года в «Лужниках» против московского «Торпедо». 26 июня 1966 года забил свой единственный гол в высшей лиге, в ворота московского «Спартака». Всего за два сезона в основном составе клуба сыграл 58 матчей (1 гол) в высшей лиге и 5 матчей в Кубке СССР.
В 1967 году вернулся в Казань и выступал за «Рубин» до конца карьеры. Всего в казанском клубе провёл 229 матчей и забил 13 голов. Был капитаном команды.
После окончания игровой карьеры работал тренером. Во второй половине 1995 года был главным тренером «Рубина», клуб в это время выступал во второй лиге. Более 30 лет работал детским тренером в группах подготовки и ДЮСШ клуба «Рубин», а в последние годы карьеры — в ДЮСШ «Савиново». Среди его воспитанников — сын Игорь Савельев, а также Рустем Булатов и Ленар Гильмуллин.

## Личная жизнь
Сын Игорь (род. 1962) тоже был футболистом, известен по выступлениям за киевское «Динамо» и одесский «Черноморец», впоследствии тренер.